# Tour des Flandres 1981
Le Tour des Flandres 1981 est la 65e édition du Tour des Flandres. La course a lieu le 5 avril 1981, avec un départ à Saint-Nicolas et une arrivée à Meerbeke sur un parcours de 267 kilomètres. 
Le Néerlandais Hennie Kuiper s'impose devant ses deux compatriotes Frits Pirard et Jan Raas.

## Classement final
|    | Coureur                | Pays     | Équipe                         | Temps           |
| -- | ---------------------- | -------- | ------------------------------ | --------------- |
| 1  | Hennie Kuiper          | Pays-Bas | Daf Trucks-Cote d'Or-Gazelle   | 6 h 32 min 37 s |
| 2  | Frits Pirard           | Pays-Bas | Boule d'Or-Sunair-Colnago      | +1 min 03 s     |
| 3  | Jan Raas               | Pays-Bas | TI-Raleigh-Creda               | +1 min 06 s     |
| 4  | Jacques Bossis         | France   | Peugeot-Esso-Michelin          | m.t.            |
| 5  | Jean-Luc Vandenbroucke | Belgique | La Redoute-Motobecane          | m.t.            |
| 6  | Roger De Vlaeminck     | Belgique | Daf Trucks-Cote d'Or-Gazelle   | +1 min 13 s     |
| 7  | Fons De Wolf           | Belgique | Vermeer Thijs-Mimo Salons-Gios | m.t.            |
| 8  | Sean Kelly             | Irlande  | Splendor-Wickes                | m.t.            |
| 9  | Stefan Mutter          | Suisse   | Cilo-Aufina                    | m.t.            |
| 10 | Daniel Willems         | Belgique | Capri Sonne-Koga Miyata        | m.t.            |